# Mother Goose Goes Hollywood
Mother Goose Goes Hollywood és un curtmetratge d'animació de 1938 produït per Walt Disney Productions i distribuït per RKO Radio Pictures. El curt es va estrenar el 23 de desembre de 1938. La pel·lícula parodia diverses cançons infantils de Mother Goose utilitzant caricatures de les populars estrelles del cinema de Hollywood dels anys trenta. La pel·lícula va ser dirigida per Wilfred Jackson i va ser la penúltima Silly Symphony produïda.
Aquesta pel·lícula utilitza el principi dels actors caricaturitzats en el món dels dibuixos animats ja utilitzats a la Parade of the Award Nominees (1932) i The Polo Team (1936). L'any següent, la pel·lícula The Autograph Hound (1939) posa en escena Donald Duck amb el mateix principi.
Aquesta pel·lícula, planificada en un moment per estar en dos rodets en lloc del senzill habitual, és la més cara de la sèrie Silly Symphony.

## Argument
Aquest curt de dibuixos animats representa una sèrie d'esketchs que mostren estrelles populars de Hollywood de l'època interpretant cançons tradicionals.
Old King Cole és Hugh Herbert (i els seus tres violinistes són Els germans Marx) i un convidat especial de l'ànec Donald.
Rub-a-dub-dub està interpretat amb Charles Laughton, Spencer Tracy i Freddie Bartholomew.
W. C. Fields interpreta a Humpty Dumpty amb el convidat especial Charlie McCarthy.
Stan Laurel i Oliver Hardy interpreten Simple Simon and the pieman.
See Saw Margery Daw és interpretada per Edward G. Robinson i Greta Garbo en un balancí.
Eddie Cantor és Little Jack Horner en una gran seqüència musical amb Cab Calloway i la seva banda, Fats Waller i Stepin Fetchit com a corbs cantants. També es pot veure a Clark Gable, Fred Astaire, George Arliss, Joe Penner, Joe E.Brown, Martha Raye, Stepin Fetchit, Rudy Vallee i Wallace Beery.
En un gag recorrent, Katharine Hepburn apareix en diversos moments com Little Bo Peep.

## Recepció
El 2 de juliol de 1938, Variety va dir: "Mother Goose Goes Hollywood. També caòtica. Es creu que és Leo el lleó i obre la imatge amb aquell crit de la universitat de metro, tres rugits lleonins. Així que en els angles Katharine Hepburn Bo Peep amb un accent de Back Bay. Ha perdut les seves ovelles perquè sembla que té prou gana per menjar-se un ramat de xai. Mentre ella està buscant les seves ovelles, apareix Hugh Herbert que sembla més una vedella rostida. Va disfressat com Old King Cole i demana tres violinistes, però tot el que aconsegueix són els germans Ritz... Aquesta és una vista prèvia de Mother Goose Goes Hollywood al Pantages d'ahir a la nit, i si creieu que qui fa l'avançament està boig, aneu a mirar-lo vosaltres mateixos. Una producció de Walt Disney per al llançament de RKO-Radio. El temps d'execució no és prou llarg."
Des de la dècada de 1960, aquest dibuix animat no s'ha emès molt sovint a la televisió, a causa de les representacions estereotipades de persones negres en algunes escenes. De vegades s'ha emès sense les escenes amb afroamericans, però com va assenyalar el crític d'animació Charles Solomon al seu llibre Enchanted Drawings: History of Animation, que les caricatures de Fats Waller i Cab Calloway no es burlen de la seva carrera i són tractades igual de bones o dolentes com les altres celebritats caricaturesques que es parodien en aquesta caricatura.

## Repartiment de veu
- The Blackbirds: Cab Calloway
- Dave Weber: Eddie Cantor, Charlie McCarthy, Joe Penner, Edward G. Robinson
- Clarence Nash: Ànec Donald
- Thelma Boardman: Freddie Bartholemew
- Ann Lee: Martha Raye
- Sara Berner: Greta Garbo, Katharine Hepburn
- Al Bernie: Charles Laughton, WC Fields, Laurel i Hardy[1]

## Mitjans domèstics
El curt es va estrenar el 19 de desembre de 2006 a Walt Disney Treasures: More Silly Symphonies, Volume Two.